# Alpaida gallardoi
Alpaida gallardoi es una araña perteneciente a la familia Araneidae nativa de América del Sur.

## Etimología
El nombre de la especie es en honor al coleccionista argentino José María Gallardo quien recolectó en enero de 1966 varios ejemplares hembra cerca de Bella Vista, en la provincia de Buenos Aires.

## Características
El holotipo femenino encontrado tiene un cefalotórax de aproximadamente 2,8 mm de largo, 2,2 mm de ancho; el primer fémur mide 2,4 mm y la rótula y la tibia aproximadamente 2,7 mm.

## Distribución
La especie se ha encontrado en Argentina, Brasil, Uruguay  y Paraguay  : el holotipo hembra cerca de la ciudad de Bella Vista, en la Provincia de Buenos Aires .